# Detektiv Conan
Detektiv Conan (japonsky 名探偵コナン, Meitantei Konan, doslovně Slavný detektiv Conan, oficiálně překládán do angličtiny jako Detective Conan), je japonská detektivní manga, kterou píše a kreslí Góšó Aojama. Toto manga vychází v japonském časopise Šúkan šónen Sunday nakladatelství Šógakukan od 2. února 1994. Na základě předlohy se pak od roku 1996 začal vysílat stejnojmenný anime seriál, jenž se vysílá dodnes.
V USA se televizní seriál i manga nazývají Case Closed, a to kvůli sporům o legálním používání názvu Detective Conan v USA. V Česku bylo odvysíláno asi 80 dílů stanicí Animax.
Příběh se opírá o dobrodružství mladého nadaného detektiva, Šin'ičiho Kudóa, který byl zmenšen poté, co ho tajemná organizace donutila vypít neznámou drogu.

## Seznam epizod
| Číslo dílu | Jméno v češtině                    | Jméno v japonštině                                           |
| ---------- | ---------------------------------- | ------------------------------------------------------------ |
| 01         | Nejslavnejší detektiv století      | ジェットコースター殺人事件 (Jettokōsutā Satsujin Jiken)      |
| 02         | Slavný detektiv, který se zcvrknul | 社長令嬢誘拐事件 (Shachō Reijō Yūkai Jiken)                  |
| 03         | Pozor na idoly                     | アイドル密室殺人事件 (Aidoru Misshitsu Satsujin Jiken)       |
| 04         | Hledání svítící ryby               | 大都会暗号マップ事件 (Dai Tokai Angō Mappu Jiken)            |
| 05         | Velký vlakový výbuch               | 新幹線大爆破事件 (Shinkansen Dai Bakuha Jiken)               |
| 06         | Případ valentýnské vraždy          | バレンタイン殺人事件 (Barentain Satsujin Jiken)              |
| 07         | Výhrůžka v dárkovém balení         | 月いちプレゼント脅迫事件 (Tsukiichi Purezento Kyōhaku Jiken) |
| 08         | Vražda v uměleckém muzeu           | 美術館オーナー殺人事件 (Bijutsukan Ōnā Satsujin Jiken)       |
| 09         | Vražda na jarní slavnosti          | 天下一夜祭殺人事件 (Tenkaichi Yomatsuri Satsujin Jiken)      |
| 10         | Případ vydíraného fotbalisty       | プロサッカー選手脅迫事件 (Purosakkā Senshu Kyōhaku Jiken)    |
| 15         | Případ ztracené mrtvoly            | 消えた死体殺人事件 (Kieta Shitai Satsujin Jiken)             |
| 17         | Přepadený obchodní dům             | デパートジャック事件 (Depāto Jakku Jiken)                    |
| 25         | Případ falešného výkupného         | 偽りの身代金誘拐事件 (Itsuwari no Minoshirokin Yūkai Jiken)  |
| 43         | Unesly Conana Edogawu              | 江戸川コナン誘拐事件 (Edogawa Konan Yūkai Jiken)             |
| 48         | Vražda diplomata 1.část            | 外交官殺人事件（前編） (Gaikōkan Satsujin Jiken (Zenpen))    |
| 49         | Vražda diplomata 2.část            | 外交官殺人事件（後編） (Gaikōkan Satsujin Jiken (Kōhen))     |